# Rio Cobăşel
O Rio Cobăşel é um rio da Romênia, afluente do Rio Someşul Mare, localizado no distrito de Bistriţa-Năsăud.